# جورج ووكر (لاعب كرة قاعدة)
جورج ووكر (بالإنجليزية: George Walker)‏ هو لاعب كرة قاعدة أمريكي، (ولد في هاميلتون في كندا 1863  م).

## وصلات خارجية
- جورج ووكر على موقعبيزبول رفرنس.كوم (الدوري الرئيسي) (الإنجليزية)
- جورج ووكر على موقعبيزبول رفرنس.كوم (الدوري الثانوي) (الإنجليزية)